# Olympos (Kypr)
Olympos je nejvyšší hora Kypru, má nadmořskou výšku 1952 m. Nachází se v pohoří Troodos. Na vrcholovém hřbetu je umístěn vojenský prostor s radary. Na svazích se nachází sjezdařský areál se čtyřmi lanovkami. Z vrcholu je výhled na celý ostrov.